# Bibliobus

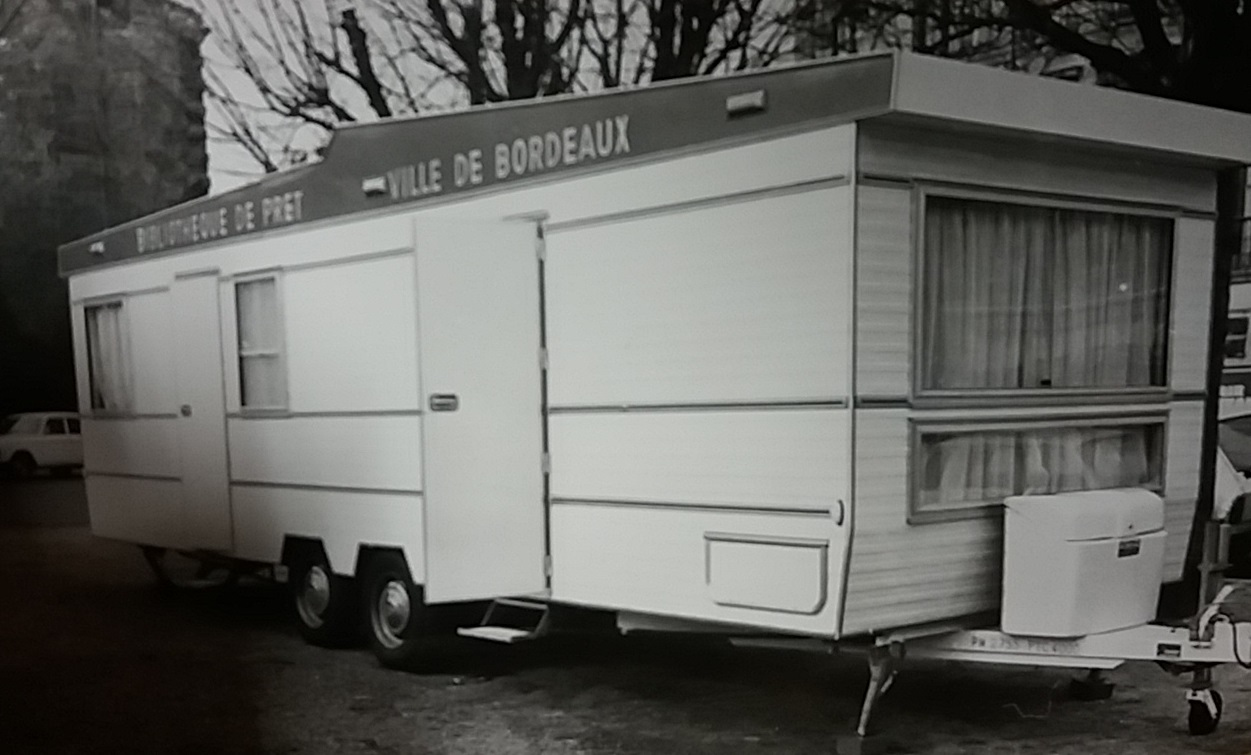
Ancien bibliobus de la ville de Bordeaux.

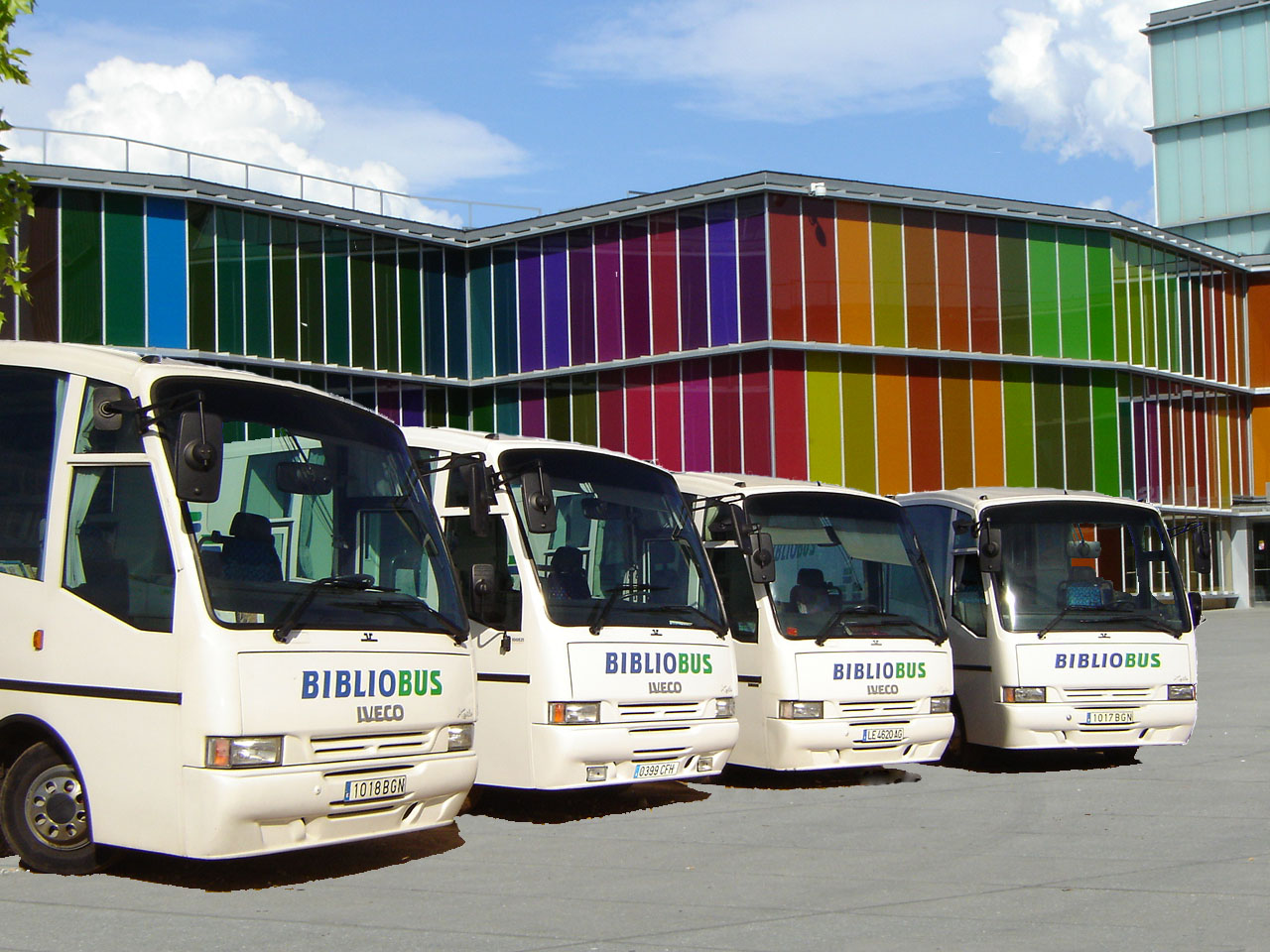
Des bibliobus en Espagne.

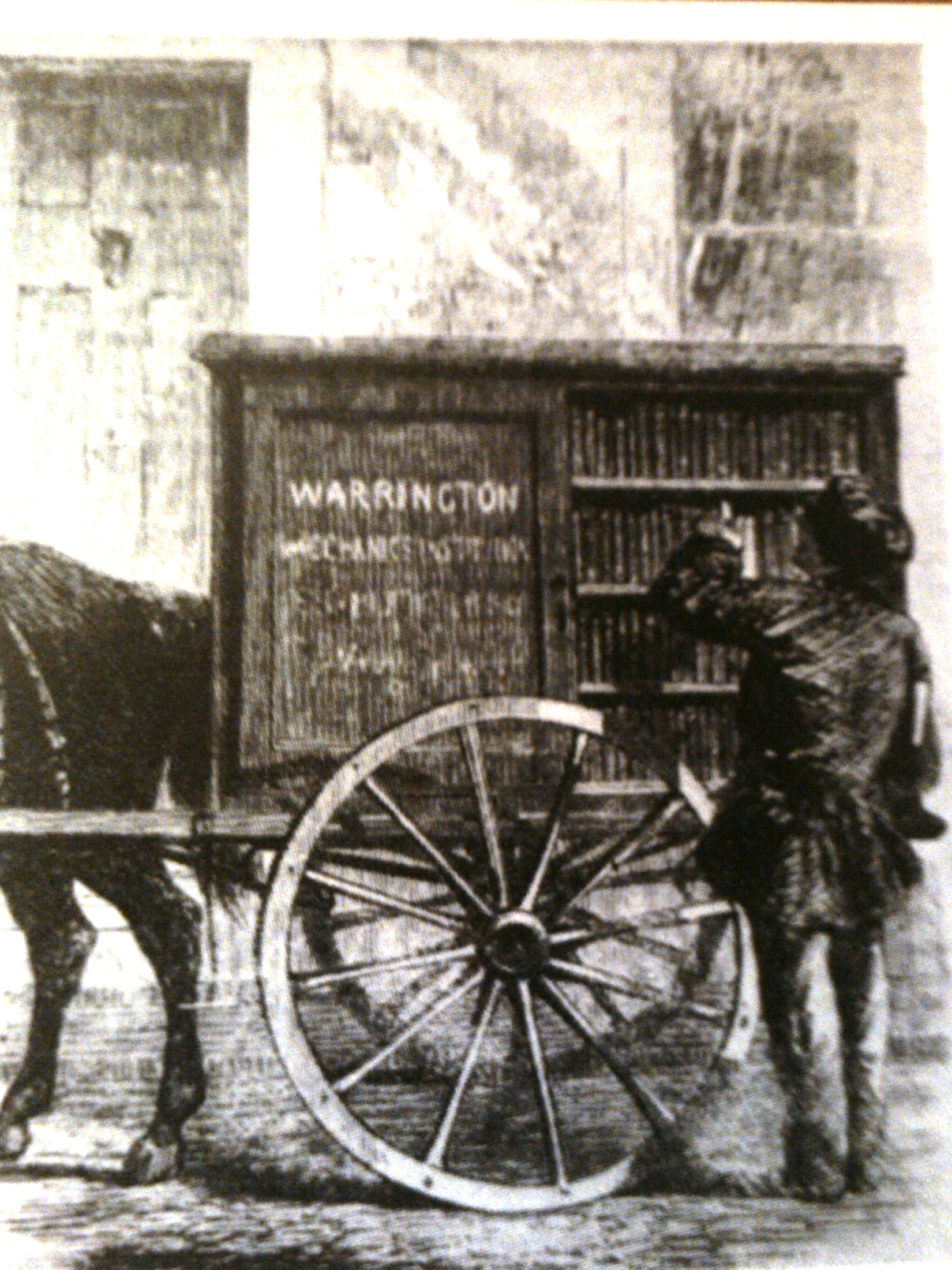
Une bibliothèque mobile à Warrington (Angleterre) en 1859, un précurseur du bibliobus.

Un bibliobus est un véhicule aménagé afin de prodiguer des services de bibliothèque dans les régions trop excentrées et/ou éloignés de celles-ci. De plus, le bibliobus dessert aussi les clientèles plus défavorisées ainsi que ceux qui ne peuvent se déplacer en bibliothèque. Ces services vont de l’abonnement à l’animation de groupe, en passant par la consultation et le prêt de document.

## Description
Système importé du Royaume-Uni (1858) et des États-Unis (1905), il est repris par l'Association des bibliothécaires français lors de l'exposition coloniale internationale de 1931, en 1933 par Victorine Vérine, à Soissons, ainsi qu’en 1934 par Henri Filipacchi et finalement, en 1938 par Henri Vendel. Ce dernier, bibliothécaire à Châlons-en-Champagne, fut à l'origine des premières tournées de la bibliothèque circulante de la Marne, où elle desservira 350 communes. Cette démarche sera reprise et généralisée peu après. En France, les bibliobus ont été dès le départ le principal instrument des bibliothèques centrales de prêt (BCP), créées en 1945 puis des bibliothèques départementales de prêt (BDP).
Dans les autres pays, ils existent très majoritairement comme des substituts aux bibliothèques construites en dur et en reprennent l'essentiel des fonctions. Ce sont alors souvent des « caisses » remorquées de grande taille, pouvant même déployer des surfaces importantes par un système de désemboîtement dont les tiroirs sont soutenus par des vérins. Le terme anglais de « mobile library » définit cet usage majoritaire qui connaît une variante spécifique en France (voir plus bas : bibliobus rayons pour prêt aux bibliothèques).
Néanmoins, malgré le suffixe -bus, plusieurs véhicules ou moyens de locomotion peuvent être utilisés afin de remplir le service de bibliobus, partant d'un autobus à un vélo, en passant souvent par une camionnette, voire un bateau,. Le choix de véhicule dépend beaucoup plus desmoyens, du milieu et des services demandés que de toute autre chose.

## Les différents types
Les bibliobus caisses sont des camionnettes, destinées au transport de caisses de livres. Ces caisses sont déposées dans différents lieux (bibliothèques, écoles, mairies, maisons de retraites, etc.). On parle alors de bibliobus de dépôt. Les bibliobus caisses ont équipé les premières BDP, à partir de 1945, avant de disparaître dans les années 1970, puis de réapparaître dans les années 2000, sous le nom de « navettes » (voir infra).
Les bibliobus rayons sont généralement des poids lourds, équipés de rayonnages, à l'imitation d'une véritable bibliothèque. Apparus au cours des années 1960 dans les bibliothèques départementales de prêt françaises et dans certaines bibliothèques municipales, ils étaient destinés à stationner sur les places des villages, des quartiers et dans les cours d'écoles, afin de permettre au public d'y emprunter des livres. On parle alors de bibliobus de prêt direct. Leur coût d'exploitation élevé, leur faible impact sur la population desservie et l'essor des bibliothèques publiques à partir des années 1980 ont conduit à leur importante régression : de nombreux bibliobus rayons ont servi de bibliobus de dépôt, avant d'être définitivement supprimés.
Les bibliobus rayons pour prêt aux bibliothèques sont une utilisation spécifique à la France par laquelle les bibliothèques de villages et des petites villes reçoivent des lots de documents selon un rythme bisannuel ou tri-annuel. Le choix dans les rayons est effectué par un ou plusieurs mandataires de la communauté locale. L'aménagement reste celui d'une bibliothèque fixe et d'ailleurs, certains véhicules alternent le prêt aux individus (voir plus haut prêt direct) et le prêt aux bibliothèques. Cet usage et cette disposition hybrides ont l'inconvénient de compliquer les opérations de manutention.

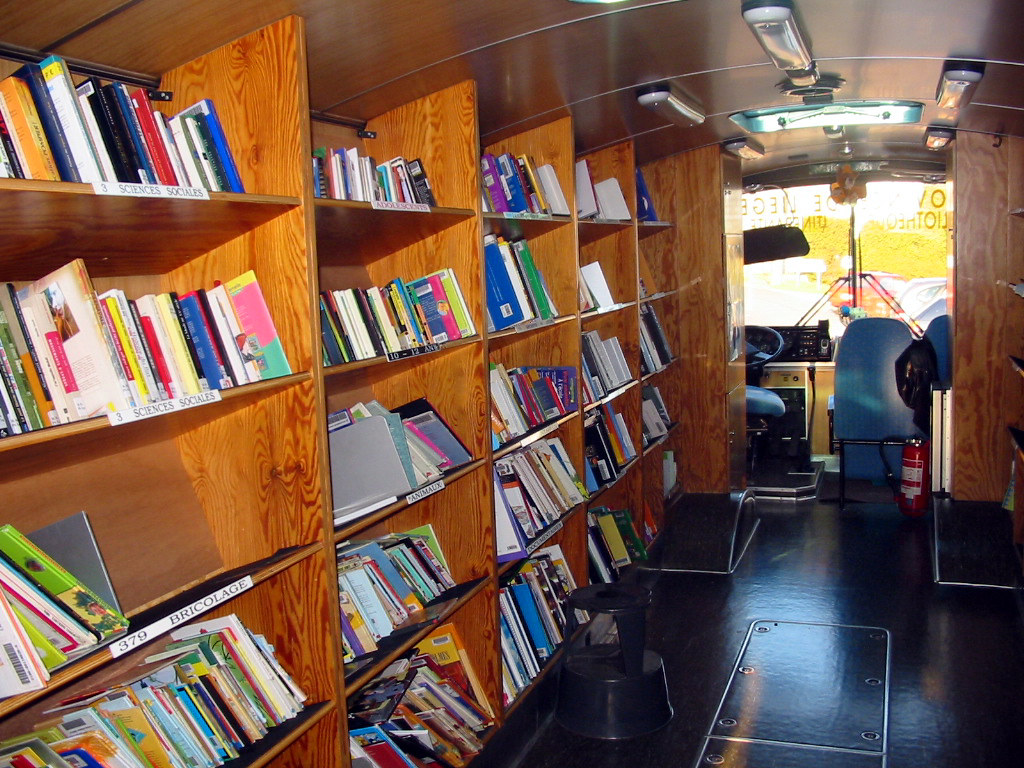
Rayonnage du bibliobus rayons de la ville de Verviers, Belgique

## Les compléments et substituts aux bibliobus en France
Le principe du bibliobus déposant des caisses a été rénové et réorienté en France à partir de 1985. Le terme générique de navette a été introduit par la Bibliothèque départementale de Saône-et-Loire pour désigner l'utilisation d'un véhicule utilitaire léger qui opère un circuit pour déposer et rapporter une caisse par bibliothèque concernée.
En 2005, plus d'un tiers de départements ont mis en place cette pratique avec de nombreuses variantes sur la fréquence de desserte, la taille des véhicules et le contenu transporté.
Cette pratique apparaît en général pour compléter le service d'un bibliobus et le cas minimum est un passage deux fois par an intercalé entre trois passages de bibliobus.
Plus généralement, l'objectif est l'apport de documents demandés spécialement (en France, on dit « réservations ») par les bibliothèques communales avec remport des documents demandés par les autres communes. L'expression « donnant-donnant », voire « gagnant-gagnant », est parfois employée pour souligner le fait qu'un esprit de mutualisation est requis en rupture avec l'individualisme local qui ne prend pas souvent en compte l'aspect de fonctionnement en réseau que souhaite déployer la bibliothèque départementale.
Dans certains départements, la fréquence des passages est élevée et les demandes commencent à atteindre la dizaine de milliers.
Le succès du service est étroitement lié à la faculté apparue au tournant du siècle de mettre l'ensemble du catalogue départemental en consultation sur l'Internet avec la possibilité pour les responsables locaux d'inscrire en ligne leurs réservations.
Les navettes trouvent aussi une application particulière quand elles servent à apporter et reprendre des documents par lots aux bibliothèques têtes de réseau intercommunal. Dans ce cas, les navettes sont amenées à devenir un substitut à la desserte par bibliobus jugée plus coûteuse.
Aujourd'hui, cinq villes françaises continuent toujours le service de bibliobus urbains, soit Grenoble (1956), Tours (1956), Saint-Brieuc (1959), Boulogne-sur-Mer (1960) et Toulouse (1961). Toutefois, le service est encore méconnu du public. En effet, ceux-ci suivent le même idéal que les bibliobus en milieux ruraux, soit de combler le vide intellectuel des régions éloignées, mais avec un intérêt pour les nouveaux développements urbains. Le bibliobus urbain se transforme en centre culturel ambulant, créant ainsi une ressource pour ceux dont la bibliothèque centrale est éloignée de leur demeure ou encore pour supporter l'éducation aux adultes.

## La Bibliothèque mobile de Rome fondée par Formiggini
En 1922, le philosophe et éditeur italien Angelo Fortunato Formiggini crée à Rome une Biblioteca Circolante (Bibliothèque mobile) qui compte rapidement 40 000 volumes.
Un examen rapide du catalogue confirme le caractère généraliste de cette bibliothèque. On y trouve des livres pour tous les types de lecteurs. Depuis des romans contemporains jusqu'à des livres d'histoire, économie, sciences, philosophie et les auteurs classiques grecs et latins. Une partie du catalogue est liée à l'actualité de l'époque, avec beaucoup de livres sur la Grande Guerre. Mais, on trouve aussi des ouvrages comme les Mémoires de guerre de Winston Churchill ou Ma vie de Trotski. Des livres écrits par des auteurs classiques italiens et d'autres pays : Manzoni, Walter Scott, Balzac, etc. La majeure partie des romans et recueils de poèmes ont un lien avec l'actualité, avec des œuvres de Salvator Gotta, Nino Salvaneschi, Ugo Ojetti, Antonio Beltramelli, Lucio D'Ambra et d'autres contemporains italiens. Le catalogue comprend des auteurs étrangers, dans leurs éditions et langues d'origines tels que James Joyce, John Dos Passos, James M. Cain. Trois livres écrits par Gandhi, l'autobiographie de Charles Chaplin, des études ethnologiques de Giuseppe Cocchiara, deux œuvres meridionalistes de Giustino Fortunato, mettent en évidence l'ouverture d'esprit de Formiggini qui n'a pas voulu soumettre son catalogue aux seuls impératifs distractifs ou aux contraintes et obligations de son temps.
500 volumes, restes des 40 000 volumes de cette bibliothèque, avec trois catalogues imprimés de celle-ci, faits en 1924, 1933 et 1939, sont aujourd'hui conservés à la Bibliothèque Estense de Modène.

## Les bibliobus au Canada
C'est dans les Maritimes et en Colombie-Britannique qu'apparaissent en 1930 les premiers projets de bibliothèques itinérantes au pays. Du côté des Maritimes, une bibliothèque itinérante dessert la région grâce à l'Université Acadia. En Colombie-Britannique, un camion-bibliothèque voyage une distance d'environ 125 kilomètres le long de la vallée du Fraser afin que la population à l'est de Vancouver ait accès à un service de bibliothèque. Le succès de ce projet permettra la réalisation d'initiatives similaires dans la province, plus précisément dans la vallée de l'Okanagan en 1935 et à Vancouver en 1936.
De 1933 à 1936, l'Île-du-Prince-Édouard est desservie par une bibliothèque itinérante.
L'Ontario voit son premier projet officiel de bibliobus en milieu rural en 1940 dans le comté de Middlesex. Des services de bibliobus sont encore offerts par des bibliothèques municipales de certaines villes de la province. Les bibliobus de la bibliothèque publique d'Ottawa permet de servir la population qui n'est pas desservie par les 33 succursales du réseau. La bibliothèque publique de Toronto possède deux bibliobus dont un véhicule acquis en 2017 avec une connexion Wi-Fi doté d'ordinateurs et de tablettes. La bibliothèque publique d'Hamilton offre aussi un service de bibliothèque ambulante.
Face à une population croissante, des bibliobus seront aussi mis en service dans les milieux urbains et périurbains pour répondre à la demande. C'est en Alberta que sera lancé le premier projet en zone urbaine avec le «tramway à livres» à Edmonton en 1941 et à Calgary par la suite.
En 1968, Terre-Neuve établi six services régionaux officiels de bibliobus. La province était auparavant dotée d'une «bibliothèque flottante» instaurée en 1947 par la paroisse catholique de St-Kyran et qui sera en service durant les années 1950 et 1960.

## Les bibliobus au Québec
Au Québec, le bibliobus caisses utilisant un véhicule utilitaire est resté la norme dans les Bibliothèques centrales de prêt, devenues centres de ressources et de services des bibliothèques publiques (CRSBP) après une tentative d'utilisation des bibliobus en milieu rural qui s'est révélé inadaptée aux conditions de circulation difficiles dues au climat froid et neigeux.

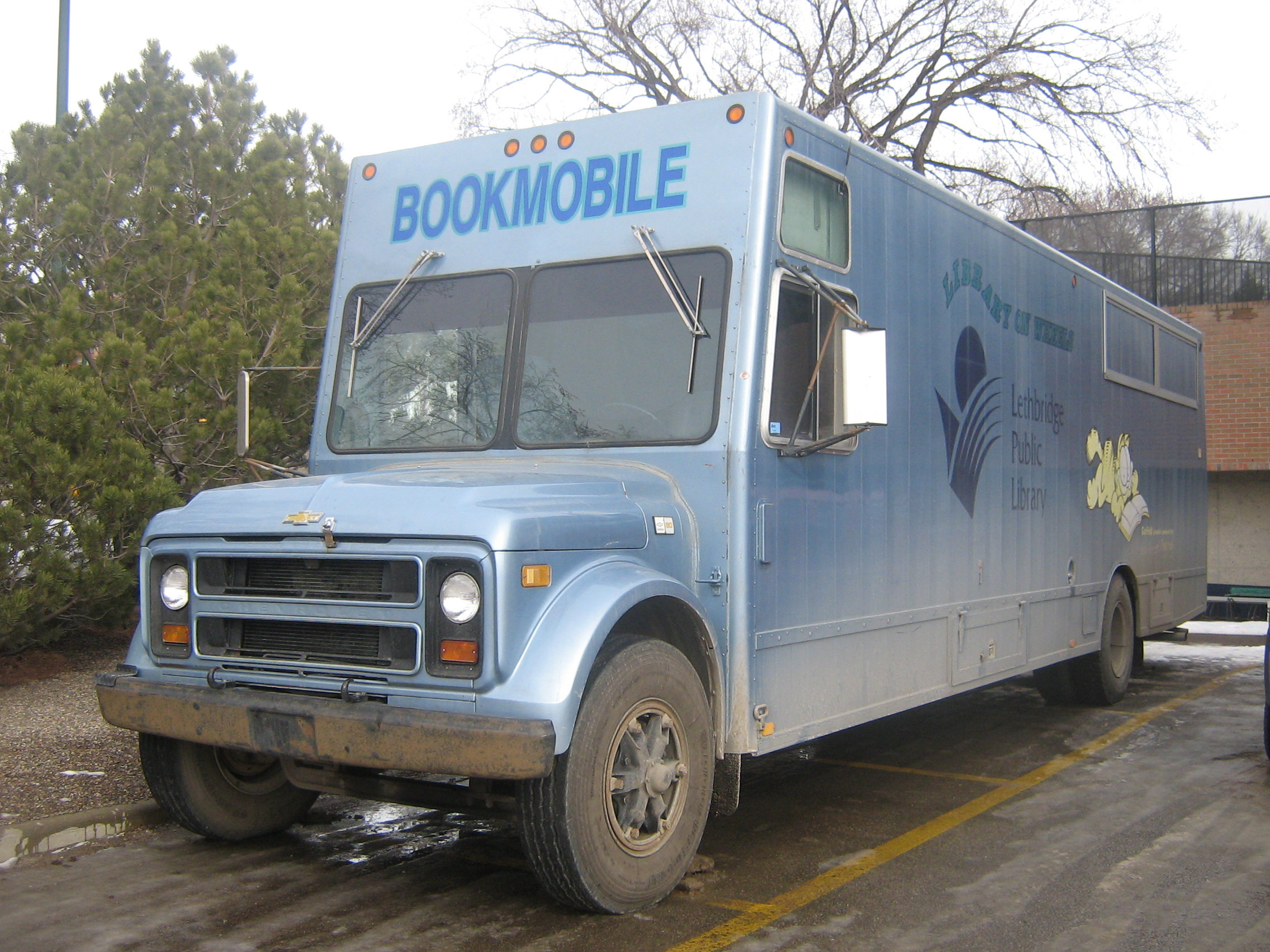
Exemple de bibliobus au Canada

Le concept de bibliobus a été implanté, au Québec, au milieu du XXe siècle s’inspirant du modèle européen. Ce service de bibliothèque mobile a été inauguré à Montréal le 16 août 1966 pour desservir les quartiers éloignés des bibliothèques publiques. Trois types de bibliobus ont servi durant les nombreuses années de ce service. La semi-remorque était totalement autonome avec sa propre génératrice et une collection principalement pour les jeunes. La mission de ce service se décrit comme suit : « Une bibliothèque mobile aménagée dans une semi-remorque, le Bibliobus offre aux enfants un service de prêt de documents au cœur de leur quartier. Le Bibliobus parcourt cinq arrondissements, quatre jours par semaine. La tournée compte huit arrêts visités toutes les deux semaines et deux qui alternent, ce qui donne neuf arrêts ».
En 2002, la ville de Montréal, alors sous l'administration Tremblay, décide de mettre terme au service de Bibliobus. L'administration présentait comme argument principal la baisse de 43% de l'achalandage pour le service, en plus d'insister sur le coût de chaque prêt en bibliobus, soit 10$ contre 2$ en bibliothèque. Lorsque la ville menace en 2002 de fermer le service, les arrondissements Ahunstic-Cartierville, Mercier–Hochelaga-Maisonneuve, Rosemont–La-Petite-Patrie et Villeray–Saint-Michel–Parc-Extension ont chacun investi 70 000$, prouvant ainsi que le service Bibliobus répondait à un besoin de leur population. En 2013, avec une collection de 28 000 documents, Bibliobus a effectué plus de 36 460 prêts. Une hausse significative de la popularité du service est constatée entre 2004 et 2013 où il y a eu 25 000 prêts. Faute de budget, le service cesse ses activités à la fin de l'année 2014. Pour Rosemont–La Petite-Patrie, cela représente 86 000 dollars d'économie. Afin de continuer à servir la population rosemontoise, la bibliothèque Marc-Favreau est inaugurée en 2013, peu avant la fin du service de la bibliomobile montréalaise. D'autres alternatives ont été mises en place afin d'améliorer l'accessibilité à la lecture aux montréalais, par des projets de bibliothèques mobiles axées non seulement sur les enfants, mais aussi pour les aînés, les adultes, les nouveaux-arrivants et les allophones, comme dans l'arrondissement Villeray–Saint-Michel–Parc-Extension où la mairesse Anie Samson considère important de continuer de rendre accessible la lecture. Des animations telles que la BibliOtente de la Bibliothèque Langelier, du réseau des bibliothèques de Montréal, ou encore le programme Ma tente à lire du (réseau des bibliothèques de Laval, dans la ville de Laval,) durant lesquelles les bibliothécaires et leurs collections jeunesses s'installent dans des parcs publics, sont des exemples d'initiatives de plus petites envergures mais à but similaire, de rejoindre des jeunes lecteurs en dehors des murs de la bibliothèque.
Le service de Bibliobus se retrouve aujourd'hui dans plusieurs villes du Québec comme Laval (2014), Lévis, Repentigny (2010) et Châteauguay (service "Bibliobus-Bibliothèque mobile" offert par la bibliothèque Raymond-Laberge)(2000). Il est également dans les projets futurs de la ville de Trois-Rivières où la bibliothèque mobile permettrait de mieux répondre aux besoins des citoyens. Mme Daigle, directrice des bibliothèques soutient que cela permettrait d'aller à la rencontre des gens, de proposer plus que de simples prêts, mais aussi des recommandations de lecture. La semi-remorque pourrait aller notamment dans les fêtes de quartier, dans les parcs, camps de jour pour un service plus proche des citoyens.

## Les bibliobus en Suisse

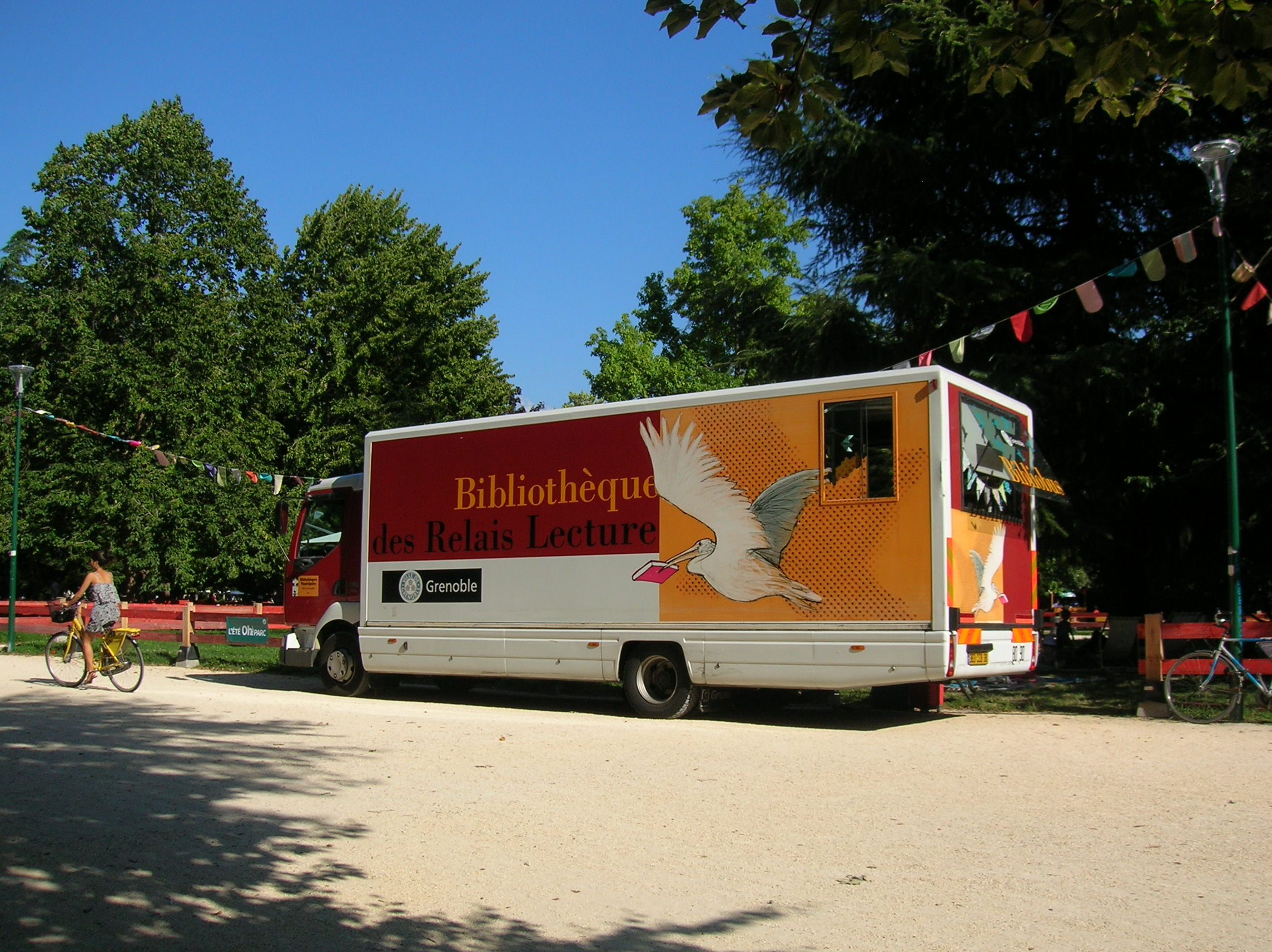
Bibliobus grenoblois en 2017

En 1962, Hélène Rivier, directrice des Bibliothèques municipales de Genève de 1941 à 1966, crée le premier service bibliobus en Suisse. Inspiré par les modèles londoniens et grenoblois, ce lancement a pour but de rendre la lecture et la culture à la portée de tout le monde. À l’origine, « le bibliobus s’est principalement développé en Suisse romande pour des raisons politiques, économiques et géographiques. » Desservant différentes communautés linguistiques, les bibliobus suisses adaptent leurs collections et services selon les régions visitées. Il n'est pas rare de trouver des livres en français, allemand, italien, romanche et d'autres langues parlées en Suisse cohabités dans un même véhicule. Entre 1962 et 1980, constatant le besoin social et la popularité pour ce type de service, quatre réseaux de bibliobus ont été implantés dans quatre différents cantons. Au tournant du XXIe siècle, des bibliobus de plus petite taille se sont rajoutés ailleurs en Suisse.
Dans le canton de Genève

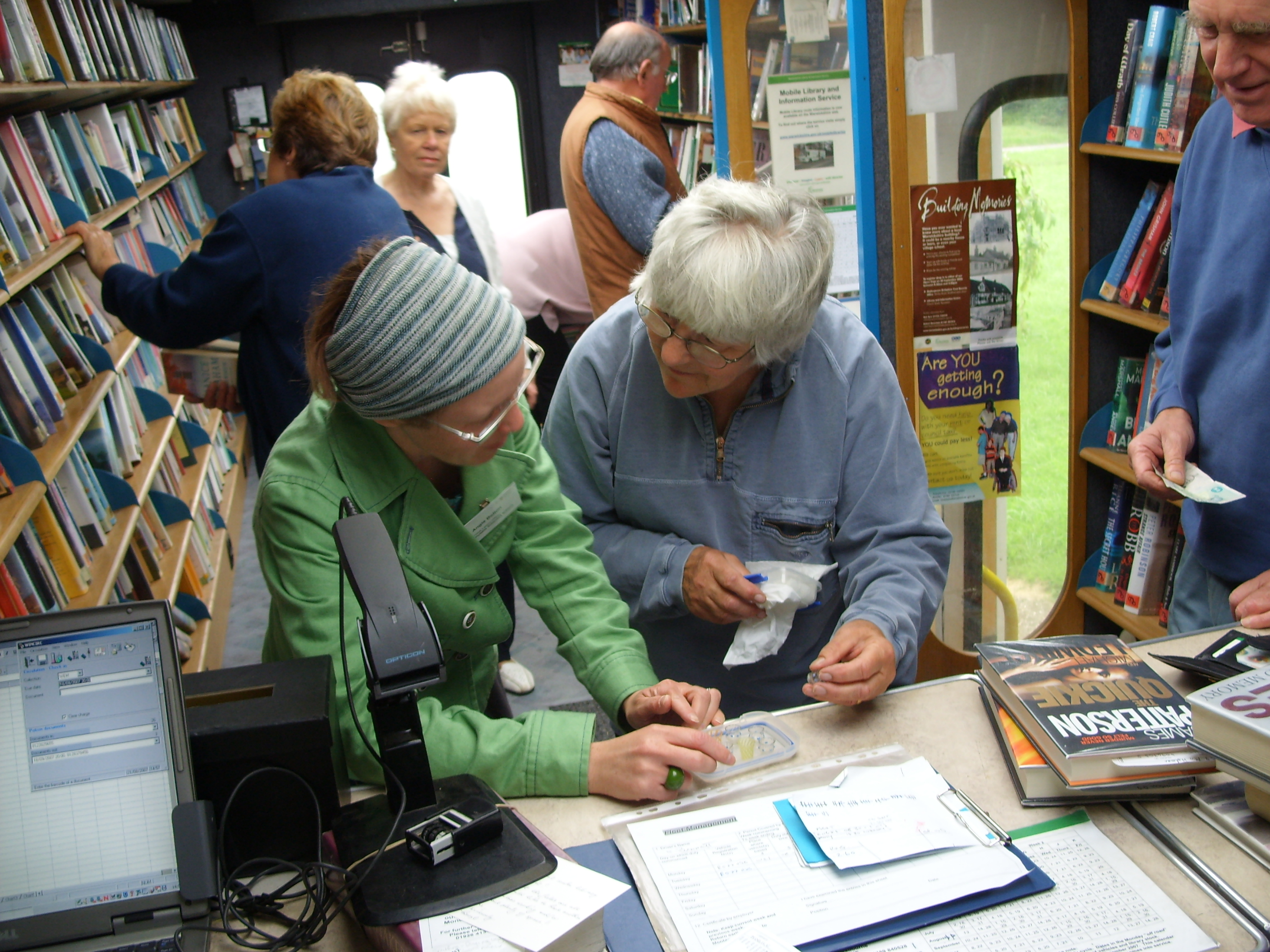
Service de bibliobus

En fonction depuis 1962, en collaboration avec l'Association des communes genevoises, le bibliobus est un service de la Ville de Genève desservant les communes du canton de Genève. Ce sont quatre grands véhicules qui font la tournée des 29 communes membres à plus de 35 points de stationnement. Ces bus voyagent spécifiquement aux endroits où il n’y a pas de bibliothèque municipale. À chaque mois ou aux deux semaines, les bibliothécaires-chauffeurs se déplacent avec les bus et s’arrêtent aux écoles et places publiques. Avec 4 000 ouvrages dans chaque bus, et un fonds de plus de 40 000 ouvrages pour réapprovisionner le bus, près de 23 000 personnes bénéficient de ce service à chaque année. Le public cible inclut les enfants, jeunes et adultes. Et pour répondre à la diversité linguistique dans cette région, des livres en anglais, allemand, italien et espagnol sont suggérés. Chiffres à l’appui, le Bibliobus est un service culturel de proximité qui fonctionne.
Dans le canton de Neuchâtel
En fonction depuis 1974, le bibliobus de l’Association du Bibliobus neuchâtelois dessert 26 communes membres dans le canton de Neuchâtel. Dans le but de réduire les inégalités géographiques quant à l'accès à la culture, ce service est fortement apprécié par la population. Par exemple, en 2018, l'unique bus a desservi un bassin de population de plus de 78 000 personnes sur une soixantaine de lieux de stationnement. Cette statistique démontre qu'environ 45% de la population neuchâteloise a eu accès au bibliobus. Pour la clientèle générale, c’est l’assurance d’avoir accès à la culture notamment par le prêt de livres et les activités thématiques telles que la lecture à voix haute. Pour les classes et les institutions spécialisées, c’est l’assurance de bénéficier d’une bibliothèque aux normes professionnelles à proximité immédiate. En 2015, à la suite d'une décision prise par le Conseil d'État de supprimer la subvention annuelle du service de bibliothèque, un mouvement populaire lance une pétition pour sauver l’association. L'effort collectif durant ce débat va finalement assurer la continuité des services du Bibliobus. Enfin, constatant le besoin d’offrir un service de qualité stable, en 2019, l'association décide de remplacer le bus de 18 ans. Quatrième remplacement, le nouveau bus est majoritairement financé par une campagne de financement participatif.
Dans le canton du Jura

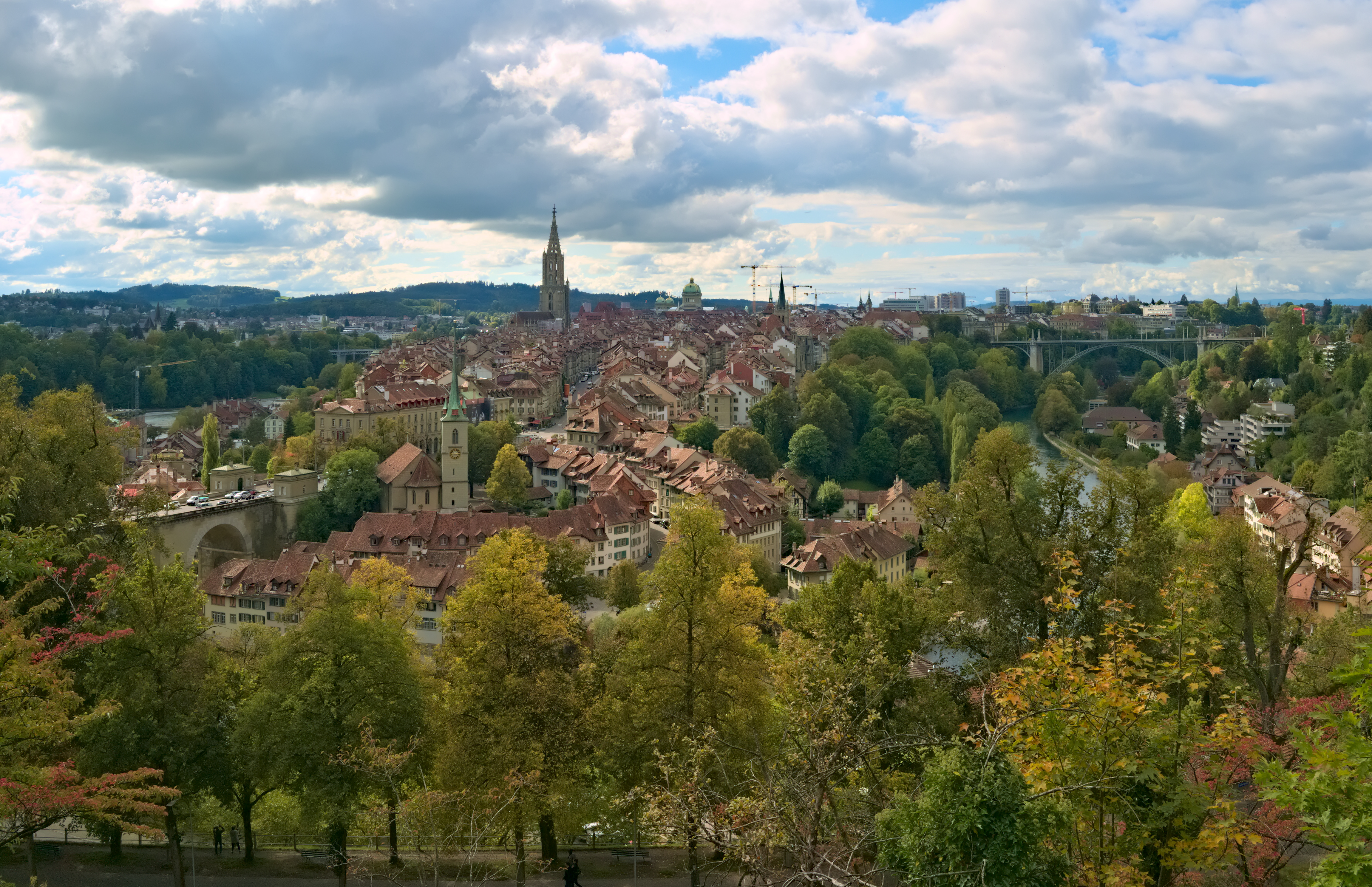
Berne la capitale de la Suisse, canton de Berne

En 1964, le Bibliobus est mentionné pour la première fois dans le procès-verbal de la séance du Comité de direction de l'Université populaire jurassienne. Inauguré en 1977, le Bibliobus de l'Université populaire jurassienne, reconnu comme utilité publique, est subventionné par le canton du Jura et le canton de Berne. En 2022, trois véhicules desservent une population de plus de 70 000 personnes à travers 104 villages. Le Bibliobus médiathèque, composé de bibliothécaires et bibliothécaires-chauffeurs, met à disposition une variété de supports tels que des documents imprimés (livres et revues) et audiovisuels (disques compacts, DVD, e-books) et une connexion Wi-Fi. Des animations ponctuelles sont également organisées en partenariat avec des organismes externes tels que Bain de livres. Quarante ans après l’inauguration, le Bibliobus comptabilise plus de 6 millions de livres prêtés et un million de kilomètres parcourus. Les 26 et 27 octobre 2021 s’est tenue pour la première fois une rencontre de bibliobus suisses. Les bus de différents cantons, en plus du bus de l’association Bain de livres, se sont réunis pour l'évènement. Cette rencontre a permis de tisser des liens entre collègues romands et de partager des expertises et expériences.
« À l’occasion de son centième anniversaire, la fondation Bibliomedia Suisse soutient de nouveaux projets en faveur des bibliothèques publiques. Il s’agit principalement d’innovations sociales et techniques permettant de transformer les bibliothèques publiques en plateformes locales attrayantes disponibles pour le plus grand nombre de personnes. » L'un des projets qui a été sélectionné provient de la bibliothèque municipale de Delémont. Ressemblant à une roulotte de cirque, la « Bibliambule » se promène dans les différents quartiers de la ville.
Dans le canton de Vaud
Depuis 1964, le seul et unique bibliobus dans le canton de Vaud parcourt 16 quartiers dans la Ville de Lausanne, soit à chaque semaine ou aux deux semaines. Desservant un public jeunesse et adulte, les collections sont régulièrement renouvelées.
Dans le canton de Valais

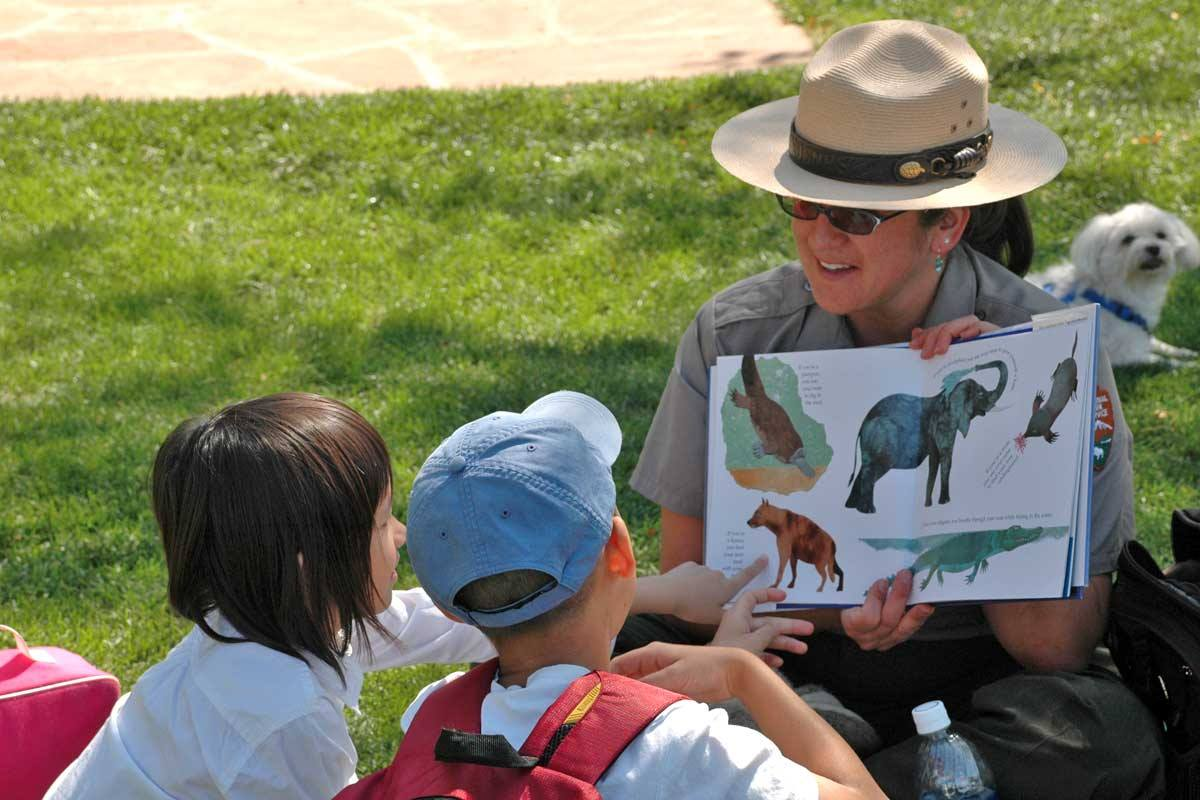
Heure du conte extérieure

Souhaitant d'offrir des services hors les murs, des bibliothèques telles que Bibliothèque de Bagnes à Val de Bagnes ont demandé à des finissants du Bachelor Haute école de gestion de Genève de mener une recherche de faisabilité dans la mise en place d’un service de bibliobus en complément des bibliothèques existantes. De plus, dans le canton de Valais, deux mini-bibliothèques mobiles, nommées 2 Lunes, sont à disposition. Tout comme les bibliothèques, ces modules ne proposent pas que du papier mais aussi la possibilité de se connecter gratuitement au Wi-Fi, d’écouter un podcast ou livre audio, de recharger son téléphone portable via des ports USB et d’imprimer ou photocopier des documents. Placées à des endroits hautement fréquentés, en 2022, ces mini-bibliothèques mobiles étaient situées à l’épicerie-café de la Villette et à la boulangerie des Cygnes dans la ville d’Yverdon-les-Bains. Parmi les autres services offerts incluent la lecture sur place, prêts de livres et animations thématiques telles que l’heure du conte.
Par la fondation Bibliomedia
La fondation Bibliomedia, créée en 1920, est un organisme qui, sur mandat de la Confédération, œuvre pour l’éveil au livre, la promotion de la lecture et de la littérature de fiction romande et le développement des bibliothèques de lecture publique. Grâce à l’aide de Bibliomedia, deux petits véhicules du type bibliobus ont vu le jour : Bibliomobile et Bain de livres/Bücherbad.
En 2007, l’association Ondemedia a mis en place le Bibliomobile – servizio di biblioteca ambulante » (traduction française bibliomobile - service de bibliothèque mobile). L'association est reconnue pour l'organisation et la promotion d'événements culturels et la récupération, stockage et vente de livres d'occasion. Fonctionnant sur demande, le Bibliomobile dessert le canton du Tessin et la partie italophone canton des Grisons où les documents sont uniquement consultés sur place.
Depuis 2013, découlant du projet national « Né pour lire», en partenariat avec l’Institut suisse jeunesse et médias, l’association Bains de livres/ Bücherbad propose sur mandat des rencontres autour du livre. Cette initiative a pour but de sensibiliser les parents à l’importance de dialoguer avec leurs jeunes enfants, de leur raconter des histoires et de découvrir des livres avec eux, valeur soutenue par Mina Bouland auteure du référentiel Être bibliothécaire jeunesse aujourd’hui. Présent dans 65 communes, les rencontres Bains de Livres se font principalement dans les cantons de Valais, Vaud et Jura. Ce sont deux bus remplis de livres pour enfants, soit environ 800 albums par véhicule, en français, allemand et parmi les quelque 60 langues de la migration. Des poufs, des transats, des tapis et des coussins meublent les véhicules. Bain de livres propose également des activités pédagogiques en classe d'école. En 2021, selon le rapport d'activité de l’association, il y a eu environ 600 sorties qui ont été accomplies.
Rares bibliothèques mobiles

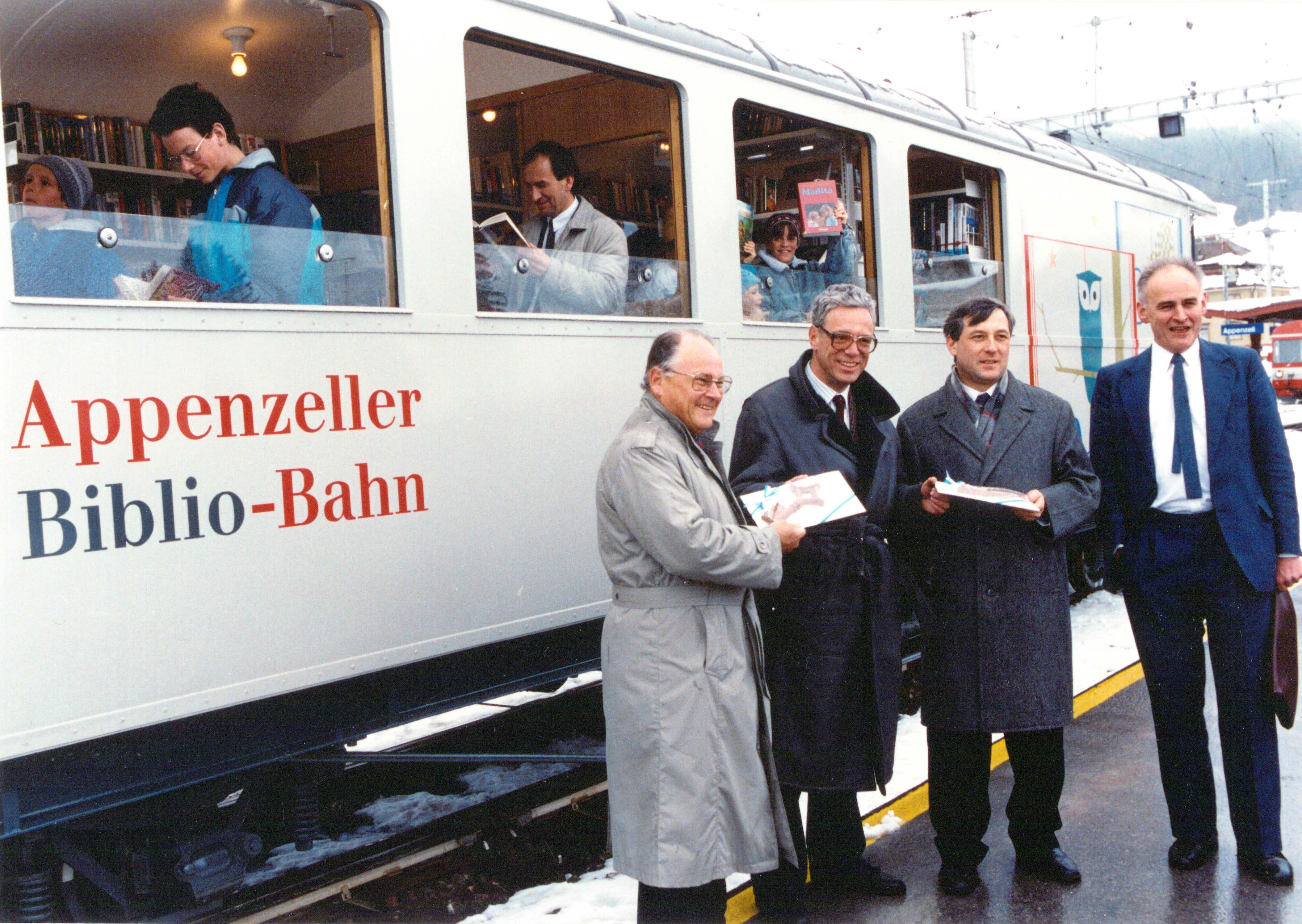
Le train-bibliothèque d’Appenzell en 1988.

En Suisse alémanique, deux bibliothèques mobiles originales ont vu le jour. De 1988 à 2008, le train-bibliothèque d’Appenzell prête chaque semaine des livres à différentes gares du canton d'Appenzell Rhodes-Intérieures et du canton d'Appenzell Rhodes-Extérieures dans un wagon de chemin de fer spécialement aménagé à cet effet. L’Appenzeller Bibliobahn, avec ses 1800 livres, est l'une des rares bibliothèques mobiles sur rails au monde. L’objectif d’apporter des livres aux lecteurs dans la région est atteint, d’autant plus que le train-bibliothèque d’Appenzell a donné goût aux communes de créer leur propre bibliothèque communale. De 2000 à 2008, le Zuger Bücherbus (bibliobus de Zoug), initié par le service de gestion des déchets de la ville de Zoug, promeut de concert la lecture et la vente de livres d’occasions. Des milliers de livres pour tous les goûts, allant de livres illustrés aux romans policiers, le public est invité à fouiner, lire et/ou acheter les livres. Géré par le service Écologie urbaine de Zoug, le Zuger Bücherbus soutient à la fois l’accès à la lecture et un projet socio-écologique durable,.
Autre type de bibliobus en Suisse
En Suisse alémanique, la présence de bibliothèques dans les petits villages ne nécessite pas le besoin de développer le bibliobus. Cependant, il existe un service d'information mobile nommé Infomobil Bücher auf Achse (Infomobile Livres sur la route) où des enfants peuvent consulter des livres jeunesse sur place. Installé dans une semi-remorque, le bibliobus peut être loué par des institutions, telles que les écoles, pour plusieurs jours, voire plusieurs semaines. Il propose des livres d’âge scolaire, c’est-à-dire 6 ans et plus, et peut accueillir à l’intérieur une classe d‘élèves. Pour ne pas concurrencer avec les bibliothèques et les libraires où il s’installe, l’Infomobil n’offre pas le service de prêt. L’organisme Kinder- und Jugendmedien (traduction française Médias pour les enfants et les jeunes) se charge notamment de la location de cette bibliothèque mobile et de renouveler annuellement les collections de livres.

## Bibliobus en Estonie
- Katarina Jee